# Colonia Madero, Jalisco
Colonia Madero är en ort i Mexiko.   Den ligger i kommunen Tizapán el Alto och delstaten Jalisco, i den centrala delen av landet, 400 km väster om huvudstaden Mexico City. Colonia Madero ligger 1 893 meter över havet och antalet invånare är 142.
Terrängen runt Colonia Madero är kuperad. Runt Colonia Madero är det ganska tätbefolkat, med 75 invånare per kvadratkilometer. Närmaste större samhälle är Tizapán el Alto, 11,1 km norr om Colonia Madero. I omgivningarna runt Colonia Madero växer huvudsakligen savannskog.